# Mord – Sir John greift ein!
Mord – Sir John greift ein! (Originaltitel Murder!) ist ein britischer Thriller und früher Tonfilm des Regisseurs Alfred Hitchcock aus dem Jahr 1930 nach dem Roman „Enter Sir John“ von Clemence Dane und Helen Simpson. Hitchcock drehte den Film unmittelbar danach in einer deutschen Version (mit unterschiedlichen Schauspielern und etwas geänderter Handlung) mit dem Titel Mary.

## Handlung
Diana Baring ist Mitglied einer wandernden Schauspieltruppe. Als sie eines Tages ohne Gedächtnis neben der Leiche einer Kollegin gefunden wird, deuten alle Umstände darauf hin, dass sie das Verbrechen begangen hat. Beim Mordprozess ist der Theaterproduzent, -autor und -schauspieler Sir John Menier der einzige Geschworene, der bis zum Schluss Zweifel an ihrer Schuld hat. Er beugt sich jedoch dem Druck der übrigen Geschworenen und stimmt schließlich für schuldig.
Durch sein schlechtes Gewissen getrieben macht sich Sir John auf eigene Faust auf die Suche nach dem wahren Täter. Zudem verliebt er sich in Diana und glaubt, sie von früher zu kennen. Er engagiert zwei Mitglieder aus Dianas Schauspielertruppe, den Inspizienten und seine Frau, die Schauspielerin ist, und forscht nach. Er stößt auf Handel Fane, einen Akrobaten mit transvestitischen Neigungen, der mit Diana verlobt war. Er ist ein „Mischling“ (Original: „Halfcaste“), welchen Umstand eine gemeinsame Freundin androhte, Diana zu verraten. Fane ermordete sie deswegen. Da Sir John keinerlei Beweise hat, möchte er Fane in die Enge treiben. Er lässt ihn zu einem vermeintlichen neuen Theaterstück vorsprechen: einer Aufarbeitung des Falls Diana Baring. Fane gerät in Panik. Er begeht während einer Zirkusvorstellung Selbstmord, legt jedoch zuvor ein schriftliches Geständnis ab. Sir John und Diana Baring sind beim Happy End im Leben und auf der Theaterbühne vereint.

## Hintergründe
Murder! ist nach Der Mieter und Erpressung Hitchcocks dritter Thriller und einer der wenigen Whodunits in Hitchcocks Karriere – eine Erzählform, die Hitchcock selbst immer als langweilig empfand. Der Film bezieht seine Spannung vor allem aus der Frage, ob es gelingt, die verurteilte angebliche Mörderin vor dem Strick zu retten.
Die Arbeiten am Drehbuch gingen nicht so glatt vonstatten, und als die Dreharbeiten begannen, fehlten stellenweise die Dialoge. Hitchcock erlaubte daher den Darstellern, ihre Dialoge zu improvisieren. Mit dem Ergebnis zeigte er sich später unzufrieden: „Das Resultat war nicht gut. Zu viele Pausen. Sie hingen zu sehr an dem, was sie sagen sollten. Die Spontaneität, auf die ich gehofft hatte, stellte sich nicht ein.“, so Hitchcock 1962 gegenüber François Truffaut.
Murder! ist trotz einiger Schwächen ein bereits recht komplex angelegter Thriller mit mehreren Erzählebenen und diversen Mustern und Motiven, die Hitchcocks spätere Karriere durchziehen werden, z. B. das Motiv des unschuldig Verfolgten, die Vermischung von Theater bzw. Spiel und Realität, die Unfähigkeit der Polizei, das Ausloten des technisch Machbaren (hier: Spiel mit Ton und Toneffekten) oder lange Kameraeinstellungen, die damals noch recht schwierig waren.
In einer Szene hört sich Sir John beim Rasieren in einem Radio Opernmusik (Tristan und Isolde) an, gleichzeitig vernimmt man in dieser Szene seine Gedanken. Dies bewerkstelligte Hitchcock, indem er Herbert Marshall zuvor auf ein Tonbandgerät sprechen ließ, das dann während der laufenden Szene abgespielt wurde. Hinter der Zimmerwand befand sich gleichzeitig ein 30-Mann-Orchester, das simultan die Musik zu der Szene spielte, da eine nachträgliche Musikvertonung einer Dialogszene damals nicht möglich war.
Die Thematisierung von Transvestitismus, von vermeintlicher oder tatsächlicher Homosexualität und von rassischen Zugehörigkeiten war (insbesondere als Mordmotiv) aus damaliger Sicht gewagt und ist aus heutiger Sicht sicherlich mehr als fragwürdig. Diese dramaturgische Schwäche war ein Grund, warum Murder! gegenüber anderen Hitchcock-Thrillern im Allgemeinen geringer bewertet wird. Éric Rohmer und Claude Chabrol zählen allerdings 1955 in ihrem Hitchcock-Buch Murder! zu den drei besten „britischen“ Hitchcock-Filmen.
Anlässlich einer Wiederaufführung schrieb der New Yorker: „Ein gutgemachter früher Hitchcock-Krimi aus dem Bühnenmillieu, nicht die gleiche Klasse wie seine Filme aus den Mittdreißigern, aber mit einfallsreichen Tricks durchsetzt.“
In Deutschland war der Film erstmals am 23. November 1985 um 23.30 Uhr im ZDF zu sehen.

## Synchronisation
| Rolle           | Darsteller       | Synchronsprecher         |
| --------------- | ---------------- | ------------------------ |
| Sir John Menier | Herbert Marshall | Norbert Langer           |
| Diana Baring    | Norah Baring     | Cornelia Meinhardt       |
| Doucie Markham  | Phyllis Konstam  | Karin Buchholz           |
| Handel Fane     | Esme Percy       | Wolfgang Ziffer          |
| Gordon Druce    | Miles Mander     | Friedrich Georg Beckhaus |
| Mrs. Grogam     | Una O’Connor     | Ursula Diestel           |

Die Synchronisation fand 1982 in Berlin statt.